# Université d'art de Nagoya
L'université d'art de Nagoya (名古屋芸術大学, Nagoya Geijutsu Daigaku) est une université privée située à Kitanagoya dans la préfecture d'Aichi au Japon ; elle est fondée en 1970.

## Personnalités liées à l'université

### Étudiants
- Kōhei Horikoshi
- Ryoff Karma

## Source de la traduction
- (en) Cet article est partiellement ou en totalité issu de l’article de Wikipédia en anglais intitulé « Nagoya University of Arts » (voir la liste des auteurs).